# وودستاک (جورجیا)
ووداستوک، جورجیا (به انگلیسی: Woodstock, Georgia) یک شهر در ایالات متحده آمریکا با جمعیت ۲۳٬۸۹۶ نفر است که در جورجیا واقع شده‌است.

## موقعیت جغرافیایی
موقعیت جغرافیایی شهرها و مناطق اطراف به شرح زیر است: